# 沙勒维尔-梅济耶尔市政厅
沙勒维尔-梅济耶尔市政厅（Hôtel de ville de Mézières）是法国大东部大区阿登省沙勒维尔-梅济耶尔的市政厅。

## 历史
它建于17世纪。由于1918年11月的爆炸，城市50%被毁。1923年计划开始重建市政厅，建筑师玛丽-尤金·奇夫洛特（1872-1956），是1902年罗马大奖获得者。
直到1933年7月16日，由当时的法国总统阿尔贝·勒布伦和英国曼彻斯特市长威廉·沃克爵士主持揭幕仪式，曼彻斯特帮助了梅济耶尔的战后重建。
1966年，沙勒维尔、梅济耶尔等5个市镇合并成立沙勒维尔-梅济耶尔市。梅济耶尔市政厅成为合并后的沙勒维尔-梅济耶尔的市政厅。 
位于公爵广场的沙勒维尔市政厅与整个广场建筑群一同列为法国历史遗迹。但沙勒维尔-梅济耶尔市政厅未能列为法国历史遗迹。